# Werbellin

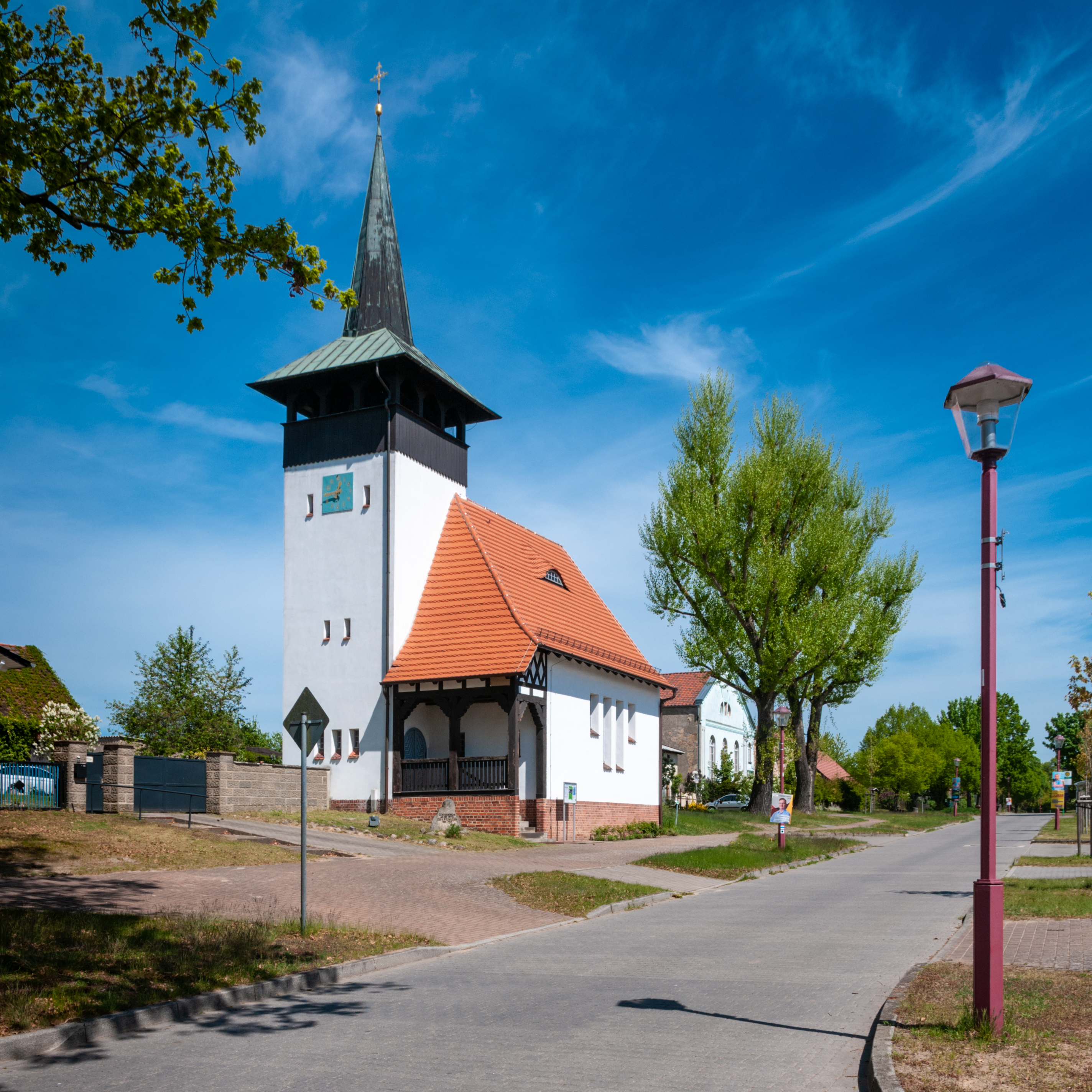
Kirche und Dorfstraße

Werbellin ist ein Ortsteil der amtsfreien Gemeinde Schorfheide im Landkreis Barnim in Brandenburg.

## Geografie
Der Ort liegt zwei Kilometer südlich des Werbellinsees, etwa fünf Kilometer nördlich von Finowfurt, dem Sitz der Gemeindeverwaltung, und zehn Kilometer nordwestlich von Eberswalde, dem Verwaltungssitz des Landkreises.
Westlich von Werbellin liegt der Üdersee, südlich der Kleine und Große Buckowsee. Die nächstgelegenen Orte sind Lichterfelde und Altenhof.

## Geschichte
Um 1284 ließen sich Slawen in der nahen heutigen Ortschaft Finowfurt nieder. Für 1277 ist in einer Choriner Schenkungsurkunde des Klosters Chorin erstmals das Nachbardorf Lichterfelde erwähnt. Für Werbellin wird die Besiedlung durch Slawen vermutet, bisher aber nicht nachgewiesen. Die Askanier errichteten im nahen Wildau unter Otto III. eine Burg. Die Gegend um Werbellin war ein beliebter Jagdort der Askanier, die nach der Landesteilung von beiden brandenburgischen Zweigen gleichberechtigt verwendet wurde. Am südwestlichen Ende des Werbellinsees unterhielten sie das Schloss Werbellin.  Es lag an der Mündung des heutigen Werbellinkanals in den See.
Das Dorf entstand nach dem Dreißigjährigen Krieg. Der preußische König Friedrich II. siedelte ab dem 24. Juli 1748 18 Familien aus Zweibrücken in der Pfalz im Dorf an. Die Gründungsurkunde ist von Friedrich dem Großen selbst unterzeichnet. Damit war Werbellin nach der Stadt Joachimsthal die zweite Ortschaft in der Nähe des Werbellinsees. Vom See wurde der Name übernommen.
Werbellin wurde zum 30. Dezember 1997 nach Finowfurt eingemeindet. Am 26. Oktober 2003 entstand die neue Gemeinde Schorfheide durch den Zusammenschluss der Gemeinden Finowfurt und Groß Schönebeck.

## Sehenswürdigkeiten
Die Kirche des Ortes wird seit 2001 als Autobahnkirche genutzt. Sie steht unter Denkmalschutz.

## Wirtschaft und Infrastruktur
Werbellin liegt direkt an der Autobahn A 11 Berlin–Szczecin mit der Anschlussstelle Werbellin. Die nächstgelegenen Bahnhöfe sind Eberswalde Hbf und Britz.